# La Bastide-des-Jourdans
La Bastide-des-Jourdans ist eine französische Gemeinde mit 1.723 Einwohnern (Stand 1. Januar 2022) im Département Vaucluse in der Region Provence-Alpes-Côte d’Azur. Sie gehört zum Arrondissement Apt und ist Mitglied im Gemeindeverband Communauté Territoriale Sud-Luberon. Die Bewohner werden Jordanois und Jordanoises genannt.

## Geographie

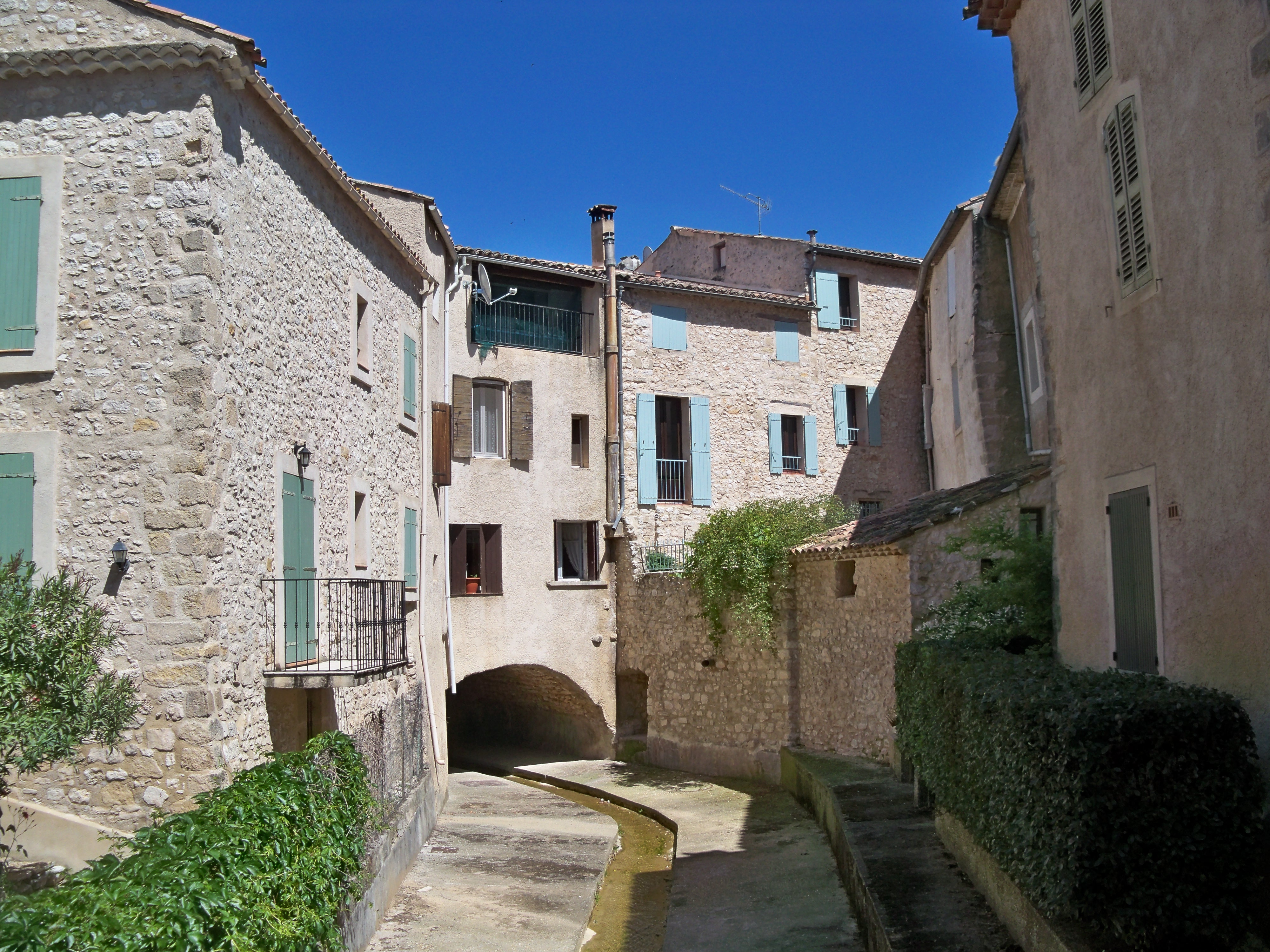
Die Èze im Ortszentrum von La Bastide-des-Jourdans

La Bastide-des-Jourdans liegt in der Provence im Südosten des Départements Vaucluse an der Grenze zum benachbarten Département Alpes-de-Haute-Provence etwa 22 Kilometer südöstlich von Apt und etwa 32 Kilometer nordöstlich von Aix-en-Provence.
Im Nordwesten der Gemeinde erheben sich die Ausläufer des Grand Luberon mit dem Luberon-Regionalpark, zu dem das Gemeindegebiet gehört. Beim Lieu-dit Pié de Gache entspringt auf 530 m Höhe der Fluss Èze, der durch das Ortszentrum fließt, einen Teil der südlichen Grenze zu Grambois bildet und nach 24,3 Kilometern Länge in die Durance mündet. Im östlichen Gemeindegebiet verläuft der Torrent de Corbières, der ebenfalls zur Durance entwässert.
Umgeben wird La Bastide-des-Jourdans von den sechs Nachbargemeinden:
| Vitrolles-en-Lubéron | Montjustin (Alpes-de-Haute-Provence)        | Montfuron (Alpes-de-Haute-Provence)  |
|                      | Kompassrose, die auf Nachbargemeinden zeigt | Pierrevert (Alpes-de-Haute-Provence) |
| Grambois             |                                             | Beaumont-de-Pertuis                  |

## Verkehr
Im Ortszentrum kreuzen sich mehrere Routes départementales. Die D956 führt im Südwesten nach Pertuis und im Norden ins Département Alpes-de-Haute-Provence. Die Stadt Manosque erreicht man über die D27 in östlicher Richtung. Über die kleineren Straßen D42 und D216 hat man Anschluss an die benachbarten Gemeinden Vitrolles-en-Luberon, Grambois und Beaumont-de-Pertuis.

## Geschichte
Das Dorf entstand im 13. Jahrhundert am Zusammenfluss des Baches Ravin du Bois und der Èze. Der Name geht auf zwei Ritter-Brüder zurück, die Eigentümer einer als Bastida bezeichneten Burg waren. Wegen seiner günstigen Lage an der Straße zwischen Aix-en-Provence und Forcalquier begann der Ort bald zu florieren und hatte während seiner wirtschaftlichen Blütezeit im 16. Jahrhundert bis zu 1000 Einwohner. In dieser Zeit kam es zum Bau einer neuen Stadtmauer, die auch Gebiete jenseits des Ravin du Bois mit umschloss. Im 18. Jahrhundert erlebte das Dorf durch die Seidenraupenzucht einen erneuten Aufschwung. Neben dem Wein- und Olivenanbau konnte sich etwas Textilhandwerk etablieren. Im 19. Jahrhundert sorgten die zunehmende Landflucht und Industrialisierung für die Entvölkerung des Landstriches.

### Bevölkerungsentwicklung
| Jahr      | 1962 | 1968 | 1975 | 1982 | 1990 | 1999 | 2006 | 2018 |
| --------- | ---- | ---- | ---- | ---- | ---- | ---- | ---- | ---- |
| Einwohner | 471  | 522  | 540  | 597  | 814  | 964  | 1211 | 1579 |

## Sehenswürdigkeiten

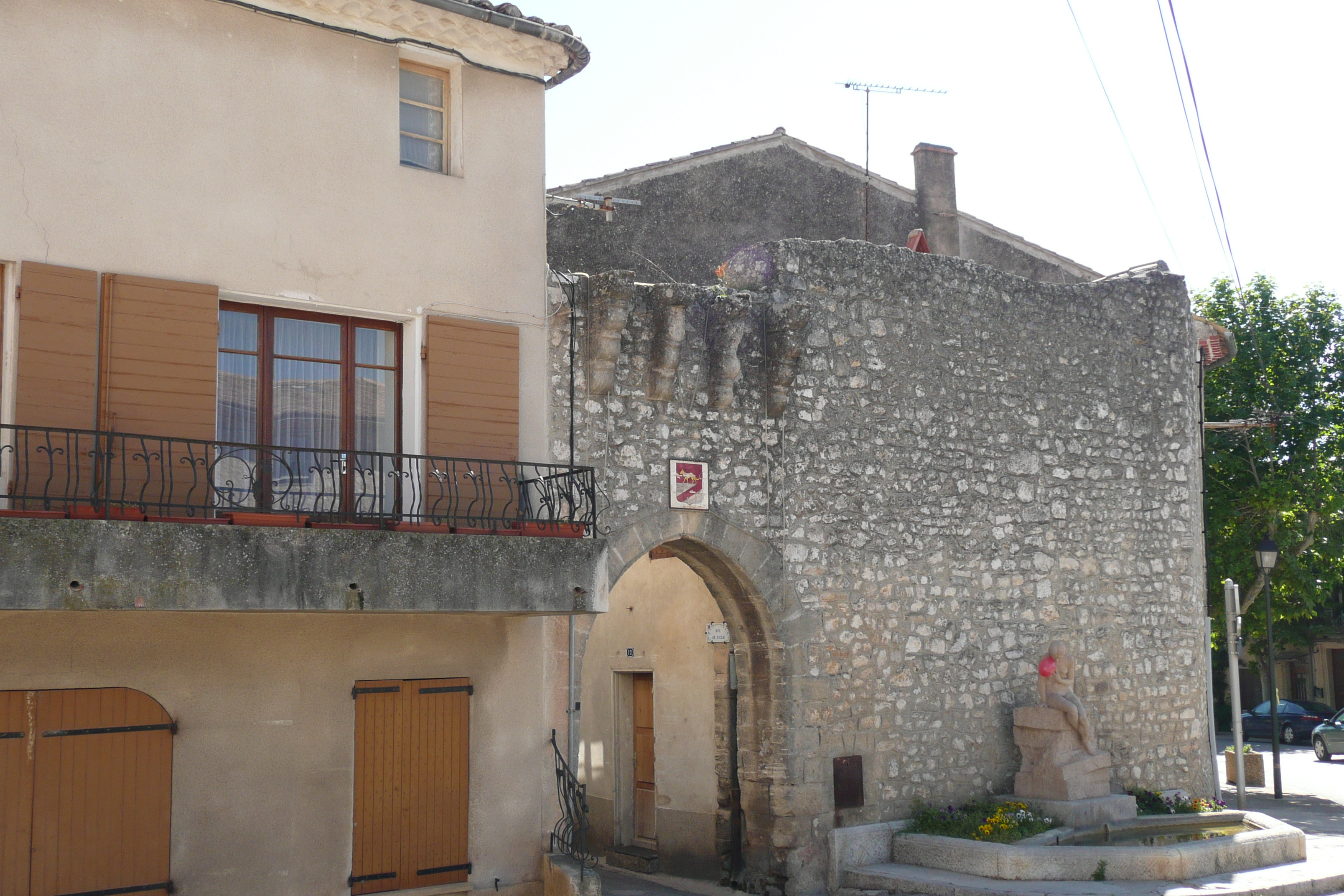
Stadttor Porte-du-Fiol

Die Hauptstraße des Dorfes ist der im 19. Jahrhundert entstandene Cours. Er führt entlang der alten Stadtmauer und vorbei an der unvollendeten Kirche Notre-Dame-des-Amandiers, von der nur noch einige Überreste erhalten sind. Sie sollte auf einem 1868 erworbenen Grundstück entstehen und die Pfarrkirche ersetzen. Die Arbeiten wurden jedoch aufgrund zu hoher Baukosten vorzeitig abgebrochen. Zu den sehenswerten Überresten der im frühen 16. Jahrhundert gebauten zweiten Ummauerung gehört das Stadttor Porte du Fiol. Über dem Torbogen finden sich Spuren eines doppelten Torverschlusses und eines Wehrerkers, der einst von vier Kragsteinen gestützt wurde. Der Glockenturm datiert in dieselbe Epoche und verfügt über drei Glocken, deren älteste aus dem Jahr 1613 stammt. Die kleine Kapelle Notre-Dame-de-Consolation aus dem 16. Jahrhundert liegt an einer Kreuzung von drei Straßen östlich der Ummauerung. Ihr vorgelagert ist eine vierstufige Treppe und ein Wegekreuz.

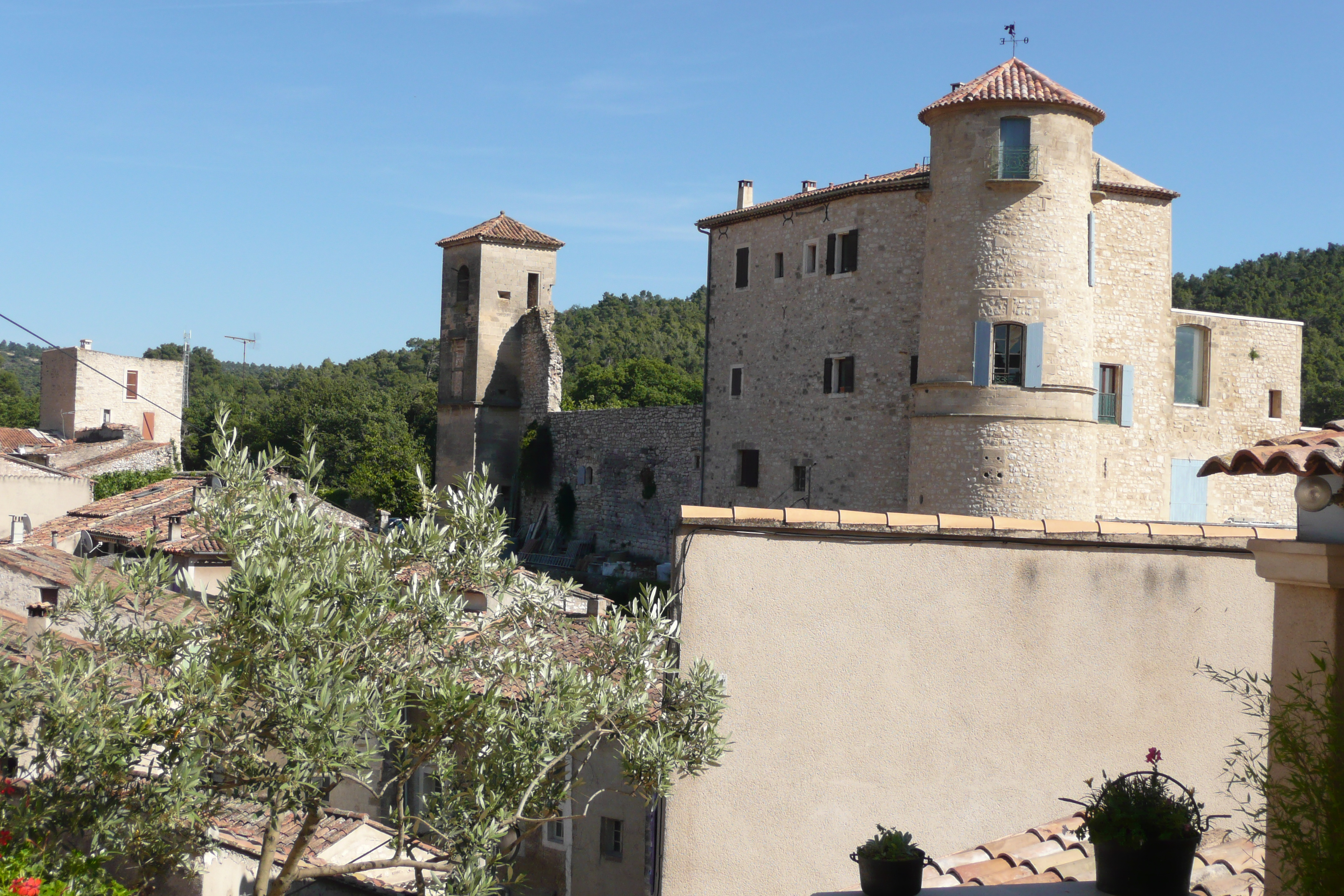
Burg

Von der ersten Burg, gebaut von den Jourdan-Gebrüdern, sind nur die Kurtinen im unteren Teil der West- und Nordmauer sowie der kleine quadratische Turm in der Nordostecke erhalten. Die nachfolgenden Lehnsherren haben im 16. Jahrhundert einige wichtige Ausbauten vorgenommen, wie etwa die Neugestaltung des quadratischen Turmes und den Bau eines viergeschossigen Rundturmes in der Nordwestecke an der Stelle eines älteren Turmes. Ende des 19. Jahrhunderts wurde das zu einer Ruine verfallene Schloss von einem Maler aufgekauft. Er verpasste ihr eine Restaurierung und ließ auf den alten Gemäuern ein Wohnhaus errichten.
Die im Süden der Ortschaft erbaute Pfarrkirche Notre-Dame stammt aus dem 13. Jahrhundert und wurde mehrfach umgebaut. Infolge der zunehmenden Bevölkerungszahl wurden ihr nach und nach verschiedene Kapellen sowie ein nördliches und südliches Seitenschiff hinzugefügt. Das Altarbild des Hochaltars ist eine ihrer Hauptsehenswürdigkeiten. Es datiert um 1660 und zeigt ein Marienbildnis zusammen mit Sankt Peter und Sankt Paul, Sankt Markus und einen „Märtyrer-Papst“. Darüber dargestellt sind auf einem kleineren Gemälde Franz von Assisi, ein Bischof und Sankt Bernhard.